# Dick van de Pol
Dick van de Pol (Arnhem, 15 april 1934) is een Nederlandse illustrator van kinderboeken, die onder meer boeken uit de series Snelle Jelle en Wolf illustreerde.
In het begin van de jaren zestig tekende hij onder andere stripversies van Old Shatterhand-verhalen van Karl May. Daarvan verschenen ongeveer 1200 'stripstroken' in verschillende bladen tussen 1963 en 1968.

## Opleiding
Tijdens zijn militaire opleiding volgde hij een opleiding reclametekenen, waarvoor hij in 1955 slaagde.